# Germenay
 Germenay  es una comuna y población de Francia, en la región de Borgoña, departamento de Nièvre, en el distrito de Clamecy y cantón de Brinon-sur-Beuvron.
Su población en el censo de 1999 era de 142 habitantes.
Está integrada en la Communauté de communes du Pays Corbigeois.

## Demografía
| 220 | 208 | 194 | 174 | 152 | 142 |
| Para los censos de 1962 a 1999 la población legal corresponde a la población sin duplicidades (Fuente: INSEE [Consultar]) |     |     |     |     |     |